# Галатин
Гала̀тин е село в Северозападна България. То се намира в община Криводол, област Враца.

## География
Село Галатин се намира на 26 км по асфалтиран път северозападно от гр. Враца. Разположено е от двете страни на селската бара, която извира от местността Церако и се влива като ляв приток на река Рибине. Барата няма име, преди години, когато не е била каптирана за питейни нужди и е пълноводна, е използвана за къпане и риболов. Съседни на Галатин села са Девене, Осен, Баурене, Лесура и Три кладенци, а също така и град Криводол.
Землището на селото е силно нагънато, с чуки и долове, пълни с малки извори и кладенци. Преобладават тъмносивите горски почви.

## История
Първите исторически данни за живота в с. Галатин датират от края на IV хил. пр. Хр. Има две предположения за произхода на името. Първото е от „гал“, което ще рече черен, чернозем. Второто е от „галета“, което значи малки биволчета, тъй като се знае, че в нашето село в древността са се отглеждали много биволи.
В 1884 година е завършена църквата „Свети Атанасий“. Зографията в нея е дело на дебърския майстор Велко Илиев.

## Население
Преброяване на населението през 2011 г.
Численост и дял на етническите групи според преброяването на населението през 2011 г.:
|                     | Численост | Дял (в %) |
| Общо                | 640       | 100,00    |
| Българи             | 424       | 66,25     |
| Турци               | 0         | 0,00      |
| Цигани              | 210       | 32,81     |
| Други               | 0         | 0,00      |
| Не се самоопределят | 0         | 0,00      |
| Неотговорили        | 1         | 0,15      |

## Религии
В селото се изповядва източно православна християнска религия.

## Културни и природни забележителности
В околностите на селото се намира археологическият обект „Тепето“ в местността „Чуката“, който предизвиква безспорен интерес заради културните пластове в него и проведените през 80-те години на XX век археологически проучвания от доц. Петя Георгиева от СУ „Св. Климент Охридски“. Получените резултати са докладвани на международни конференции и публикувани. Археологическите разкопки показват, че са открити останки от укрепено селище от края на V хил. пр. Хр и е установен културен пласт съдържащ уникални данни за прехода между праисторическата земеделска цивилизация и началото на тракийската култура през ІV хил. пр. Хр. Значимостта на тези открития предизвиква въвеждането в научната археологическа литература на термина „култура Галатин“ маркиращ тази все още слабо позната епоха от ІV хил. пр. Хр. Кметът на селото има пълната подкрепа на Врачанския исторически музей за провеждането на разкопки, но за целта не са осигурени средства. Решението и финансирането на археологическите проучвания са на Министерството на финансите и СУ „Св. Климент Охридски“.

## Други
Основната дейност на територията на селото е земеделието, което в последните години доста напредна. Както по отношение на конкуренцията (в землището на селото действат няколко земеделски производители), така и по отношение на качеството на обработка и получена продукция.
В селото има три магазина за хранителни стоки и едно кафене.
Преди няколко години, е закрито училището. Закрит е и съществуващия Дом за деца лишени от родителски грижи.
Читалището е едно от най-хубавите в общината, но със слабо развита дейност. Все още в селото има заинтересувани и талантливи деца, но всичко зависи от активността на читалищното ръководство.
Черквата е в много добро състояние. След смъртта на отец Георги Хубев през 1968 г. Галатин няма свой свещеник и оттогава за големи празници редовно се провеждат богослужения от свещеници от други населени места.